# وگوسدل
وگوسدل (به لاتین: Vegusdal) یک منطقهٔ مسکونی در نروژ است که در Birkenes واقع شده‌است.

## خصوصیات
وگوسدل ۳۲۵ کیلومترمربع مساحت دارد.